# تیامبارا-آمبه
تیامبارا-آمبه (به لاتین: Tiyambara-ambe) یک منطقهٔ مسکونی در سری‌لانکا است که در استان مرکزی (سری‌لانکا) واقع شده‌است.